# 塔纳巴万
塔纳巴万（Thana Bhawan），是印度北方邦Muzaffarnagar县的一个城镇。总人口31183（2001年）。

## 人口
该地2001年总人口31183人，其中男性16530人，女性14653人；0—6岁人口5459人，其中男2869人，女2590人；识字率46.91%，其中男性为54.15%，女性为38.75%。